# Bedrijfssoftware
Bedrijfssoftware is een specifieke categorie software die ontworpen is voor de ondersteuning van interne bedrijfsprocessen als de inkoop-, voorraad- en verkoopadministratie, de boekhouding en salarisadministratie.

## Best Of Breed en ERP-systemen
Vroeger werd bedrijfssoftware steeds op maat ontwikkeld voor ieder bedrijf, maar dat was zeer kostbaar en niet nodig omdat de bedrijfsprocessen in veel bedrijven sterk op elkaar leken. Daarom werden softwarepakketten gemaakt door IT-bedrijven die als product op de markt kwamen. Eerst alleen Best Of Breed (BOB) pakketten die zich richten op een specifieke bedrijfsfunctie zoals de boekhouding of de verkoopadministratie. Later ook ERP-systemen die het grootste deel van de bedrijfsprocessen afdekten met ingebakken integratie tussen die processen. Bedrijfssoftware in pakketvorm heeft veel terrein gewonnen op de maatwerk-variant, maar dat wil niet zeggen dat maatwerk niet meer voorkomt. Nog steeds zijn er tal van bedrijfsprocessen zo uniek dat een softwarepakket het aflegt tegen het maatwerk waar het bedrijf al jaren mee werkt.

## Integratie
Die ingebakken integratie zorgde ervoor dat ERP-systemen vanaf het midden van de jaren 90 steeds populairder werden en terrein wonnen op de Best Of Breed pakketten. Sinds de sterke opkomst van de internet standaarden zijn er nieuwe technieken ontstaan zoals SOA (service oriënted architecture) en EAI (enterprise application integration) die integratie tussen bedrijfssoftware toepassingen veel eenvoudiger en minder kostbaar maken dan in de vorige eeuw. Daardoor neemt de populariteit van ERP wat af, temeer daar bedrijven door fusies en overnames regelmatig worden geconfronteerd met nieuwe bedrijfsprocessen die niet worden afgedekt door een ERP-systeem. Naast pakketleveranciers zijn tal van dienstverleners actief die zich richten op de consultancy en de ontwikkeling van het aanvullende maatwerk.